# 박우천
박우천(1980년 6월 21일 ~ )은 대한민국의 배우이다.

## 학력
- 동아대학교 경기지도학과

## 출연작

### 드라마
- 《라이더스: 내일을 잡아라》 (E채널 & 드라마큐브, 2015년)
- 《유나의 거리》 (JTBC, 2014년)
- 《귀신 보는 형사 처용》 (OCN, 2014년) - 조병호 역
- 《KBS 드라마 스페셜 - 아빠는 변태중》 (KBS2, 2013년) - 김대리 역
- 《황금 무지개》 (MBC, 2013년) - Mr.정 역
- 《두 여자의 방》 (SBS, 2013년) - 어린 민동철 역
- 《실업급여 로맨스》 (ETN, 2013년) - 박광팔 역
- 《가족의 탄생》 (SBS, 2012년)
- 《내 딸 서영이》 (KBS2, 2012년)
- 《적도의 남자》 (KBS2, 2012년)
- 《갈수록 기세등등》 (MBN, 2011년) - 김대위 역
- 《로맨스가 필요해》 (tvN, 2011년) - 선우인영의 선배 역
- 《여제》 (ETN, 2011년) - 우장태 역
- 《당신이 잠든 사이》 (SBS, 2011년)
- 《비밀기방 앙심정》 (ETN, 2010년) - 박정도 역
- 《닥터 챔프》 (SBS, 2010년) - 대표팀 수영코치 역
- 《9회말 2아웃》 (MBC, 2007년)
- 《맨발의 사랑》 (SBS, 2007년)
- 《행복한 여자》 (KBS2, 2007년)
- 《거침없이 하이킥!》 (MBC, 2006년)

### 연극
- 《주몽》 (2007년)

## 수상
- 2007년 제25회 전남연극제 특별상